# 6月14日 (旧暦)
旧暦6月14日は旧暦6月の14日目である。六曜は先勝である。

## できごと
- 大化元年（ユリウス暦645年7月12日） - 皇極天皇の弟・軽皇子が即位し第36代・孝徳天皇に。中大兄皇子が皇太子に
- 天文10年（ユリウス暦1541年7月7日） - 武田晴信が父・信虎を甲斐から追放
- 慶応3年（グレゴリオ暦1867年7月15日） - 中村五郎・茨木司・佐野七五三之助・富川十郎が京都守護職邸で切腹する。

## 誕生日
- 天保2年（グレゴリオ暦1831年7月22日） - 孝明天皇、121代天皇（+ 1866年）
- 嘉永7年（グレゴリオ暦1854年7月8日） - 初代海山太郎（+ 1926年）

## 忌日
- 元亀2年（ユリウス暦1571年7月6日） - 毛利元就[1]、武将（* 1497年）
- 正徳5年（グレゴリオ暦1715年7月14日） - 生田検校、箏曲家・生田流の祖 （* 1656年）
- 天保4年（グレゴリオ暦1833年7月30日） - 津軽寧親、第9代弘前藩主（* 1765年）

## 記念日・年中行事
- 住吉の泥湯（潮湯） - 旧暦6月14日に住吉大社前の長狭浦（現・大阪市住吉区長狭町）の海水を浴びると無病息災で過ごせるという信仰が江戸時代にあり[2][3]、明治以降も、住吉大社の神輿渡御の前後数日の間に長狭の浦に身を浸せば腫物が治ると信じられ、1日に何百人という老若男女が水に浸かった[4]。